# 荒木清長
荒木 清長（あらき きよなが、生没年不詳）は、戦国時代の武将。波多野氏の家臣。通称は新兵衛尉、山城守。

## 略歴
丹波守護と呼ばれた丹波の実力者・波多野秀忠の被官。波多野一族の波多野秀長・秀親と同様、秀忠の重臣であり、船井郡代に任じられていた。
天文元年（1532年）7月頃、秀忠は細川晴元陣営から細川高国方へと寝返ったが、清長はそれに従わなかったためか郡代職を取り上げられており、天文3年（1534年）7月、波多野秀親が船井郡代に任命された。天文4年（1535年）7月頃に秀忠が晴元方に戻ると、天文5年（1536年）4月、清長は船井郡代に再補任された。
天文5年（1536年）12月、秀忠は幕府御料所の桐野河内を伊勢兵庫助代に引き渡すよう清長に遵行している。しかし、秀忠・清長は幕府御料所を侵し、天文10年（1541年）5月には、御料所の桐野河内・美濃田保への違乱を停止するよう細川晴元から求められた。この時、清長が桐野河内・美濃田保に譴責使を派遣しようとしていたことや、熊崎村が桐野河内に含まれるかどうか秀忠が清長に尋ねていることなどから、桐野河内などの現地支配は清長が行っていたものと考えられる。